# Tapinillus purpuratus
Tapinillus purpuratus är en spindelart som beskrevs av Cândido Firmino de Mello-Leitão 1940. 
Tapinillus purpuratus ingår i släktet Tapinillus och familjen lospindlar. Inga underarter finns listade i Catalogue of Life.